# Luna nera (romanzo)
Luna nera è un romanzo del 1996 di Laurell K. Hamilton, nonché il quarto libro della serie di Anita Blake - Cacciatrice di vampiri.

## Trama
Il libro si apre con un caso che viene presentato ad Anita in qualità di Risvegliante: la denuncia di scomparsa di una licantropa, Peggy Smitz, da parte del marito George: Anita affida il caso a Ronnie, sua amica ed investigatrice privata. 
La Spook Squad chiama Anita nel bel mezzo di un appuntamento con il suo ragazzo, Richard Zeeman, per analizzare il corpo di un uomo apparentemente sbranato da un orso. Un rapido sopralluogo invece chiarisce che non è così: ad uccidere l'uomo sarebbe stato un lupo mannaro. 
Nel frattempo, il capobranco dei lupi mannari Marcus Fletcher convoca la Sterminatrice per ordinarle di fare chiarezza su una recente serie di scomparse nella comunità dei licantropi, consegnandole una cartella. La visita al Lunatic Café, il ristorante gestito da Fletcher, non ha buon fine: rifiutandosi di farsi perquisire e farsi togliere l'unico vantaggio che ha in una stanza piena di licantropi, Anita finisce per dover sparare ad Alfred, la guardia del corpo del capobranco, il cui sangue eccita il pubblico di licantropi presente, che rendono difficile la fuga di Anita; viene aiutata da Rafael e Kaspar, un uomo-cigno, che le consegna tra l'altro la cartella che Marcus non è riuscito a darle.
Consultando la cartella, la Sterminatrice scopre che sono sei le scomparse, esclusa quella della signora Smitz; decide di contattare il suo collega assassino, Edward, per sapere se ha qualcosa a che fare con le scomparse, e si mette d'accordo con lui per incontrarsi.
Sul posto di lavoro, Anita riceve due potenziali clienti, nessuno dei quali è lì per far resuscitare un morto: la prima è una scrittrice, Elvira Drew, che le chiede di metterla in contatto con un ratto-mannaro per poter completare il suo libro sulle creature mutaforma. Lei è riluttante a darle nomi, dato che la segretezza è molto importante per i licantropi, ma promette di trovarle qualcuno disposto a parlarle.
Il secondo è Kaspar, mandato da Marcus che vuole chiederle scusa per la notte appena trascorsa e chiederle di nuovo aiuto per le sparizioni; oltretutto l'uomo-cigno svela la sua vera storia: era stato maledetto da una strega secoli prima, forzandolo a trasformarsi in cigno, una creatura indifesa.
Dopo il lavoro, Anita raggiunge Richard per la cena; quest'ultimo ha problemi ad accettare la facilità con cui la Sterminatrice ha eliminato Alfred, che era suo amico, e crede che lei abbia problemi ad intrecciare una vera relazione con lui perché è un lupo mannaro; dopo la riconciliazione tra i due, egli le chiede di sposarlo, ed Anita accetta d'impulso.
Più tardi, la Sterminatrice incontra Edward al suo hotel, dove lui le mostra uno snuff movie in cui Alfred ed un leopardo mannaro mascherato copulano con una ragazza sia in forma umana che in forma animale, e la uccidono. Edward spiega che il padre della ragazza lo ha ingaggiato per uccidere tutti quelli che sono coinvolti nel film, ed Anita accetta di aiutarlo, avendo tra l'altro già ucciso Alfred. Contatta inoltre Richard per sapere se può identificare il leopardo mannaro, ma dopo aver visto il film, egli è sia sconvolto che eccitato dal sesso e dalla violenza a causa del lupo che è in lui, ed Anita comincia ad avere ripensamenti sul loro fidanzamento. Richard, comunque, rivela che Raina, la moglie di Marcus, fa dei film pornografici, ma non crede che lei possa fare degli snuff; comunque il lupo mannaro andrà a parlare con Marcus per sapere se sa niente di questi film.
La sera seguente, Anita incontra Louis Fane, un ratto mannaro, per avere la conferma che la vittima dell'omicidio è stata uccisa da un licatropo; inoltre la ragazza gli chiede se conosce qualche ratto-mannaro che possa collaborare con Elvira Drew, ed in seguito discutono sul rapporto tra Anita e Richard, di cui Louis è un grande amico. Uscendo, Anita viene attaccata da Gretchen, una vampira innamorata di Jean-Claude che minaccia di ucciderla; Louis, trasformato, attacca la vampira, ma viene battuto, morso ed usato come scudo umano contro la pistola di Anita dalla sua avversaria; la situazione di stallo si risolve quando la Sterminatrice rivela alla vampira che si è fidanzata con Richard; ma Gretchen pretende che quella sera stessa lo comunichi a Jean-Claude.
Pur avendo una probabile commozione cerebrale, Anita riesce a trascinare l'incosciente Louis alla sua auto ed allontanarsi di qualche isolato, per evitare che la polizia lo identifichi come un ratto mannaro; avvisa Richard, che accorre con Stephen e porta Anita e Louis da Lillian, una dottoressa che è anche un ratto-mannaro.
Dopo la visita, Anita raggiunge Jean-Claude e gli comunica che si è fidanzata con Richard davanti ad una soddisfattissima Gretchen; tuttavia la reazione di Jean-Claude è rabbiosa, ed Anita è costretta ad ammettere che non è così sicura di sposare il lupo mannaro; alla minaccia di uccidere quest'ultimo, il Master oppone una seconda possibilità: che la Sterminatrice frequenti sia lui che Richard per un po' di mesi, per dargli l'opportunità di conquistarla. Di fronte all'ultimatum, lei è costretta ad accettare. Gretchen viene punita per aver attaccato Anita dal Master, che la fa rinchiudere nella sua bara.
Raina, Gabriel e Kaspar entrano nella stanza dopo aver tolto di mezzo Robert. Gabriel attacca Anita, forzandola a colpirlo con un pugnale d'argento, ma sembra non sortire alcun effetto su di lui. Lui allora spinge il pugnale più a fondo, apparentemente come fosse una forma di masochismo. Anita scopre anche che Jean-Claude continua ad avere difficoltà a mantenere il controllo sulla città e che è dipendente dall'alleanza con Marcus, Raina e il resto del branco di lupi mannari. Per mantenere tale alleanza, Raina esige che Jean-Claude fornisca un vampiro per le sue operazioni pornografiche e Jean-Claude affida l'incarico a Robert, sia per calmare Raina che per punizione. Appena Anita se ne va, Raina e Gabriel iniziano a costringere Kaspar a mostrare la sua trasformazione a Jean-Claude.
Quella stessa notte, una telefonata da Dolph sveglia Anita e Zebrowski passa a prenderla. Durante il viaggio la stuzzica a proposito di Richard e gli offre dei consigli sulla relazione. Nella scena del crimine trovano un'enorme pelle di serpente agganciata ad una roccia accanto e un corpo umano, ancora vivo, nel fiume. Anita deduce che può trattarsi di un naga, una creatura immortale che può assumere forma umana o di serpente, e viene quindi portato all'ospedale per essere curato.
Il giorno successivo, Anita riceve una chiamata da Ronnie, che le comunica di poter provare che George Smitz ha una relazione. Le donne considerano plausibile che George abbia ucciso la moglie e gli altri mutaforma. Richard la chiama poco dopo per avvertirla che anche Jason è sparito. Anita chiede dunque a Richard di mandarle dei rinforzi per lo scontro con George. Il licantropo non può andare di persona e incarica quindi Raina e Gabriel.
Durante il viaggio, Anita riconosce in Gabriel uno dei partecipanti allo snuff movie. Quando arrivano, Anita e Ronnie si scontrano con George ma non riescono a farlo confessare. Raina interviene quindi per intimidirlo e fargli ammettere di aver ucciso Peggy per ereditare la sua macelleria. Ciononostante George continua ad affermare di non sapere niente a proposito degli altri licantropi scomparsi, ma accetta di confessare alla polizia pur di non essere sbranato da Raina e dal resto del branco.
Anita si reca poi in ospedale per interrogare il naga con Dolph. Il naga non è particolarmente coerente ma riesce a dire loro che è stato attaccato da alcune streghe, una delle quali con gli occhi colore dell'oceano. Anita capisce quindi che Elvira Drew sta cacciando i mutaforma, contatta l'ufficio e scopre che Bert ha messo in contatto Elvira con Louie Fane, che ora è scomparso.
Anita, Dolph, Zerbrowski ed altri poliziotti vanno a casa di Elvira, ma questa non li lascia entrare. Anita allora entra dalla veranda posteriore e chiama aiuto per far entrare anche i poliziotti. A quel punto vengono attaccati da altre due streghe, che hanno usato la pelle dei licantropi spariti per trasformarsi. Le streghe, tranne Elvira, vengono uccise e Louie viene ritrovato in casa. Le streghe non sono però colpevoli di tutte le sparizioni perché Jason e altri non sono ancora stati rintracciati.
Più tardi Anita riceve una chiamata da Sam Williams, il custode della riserva dove era stata trovata la vittima dell'omicidio. L'uomo aveva riascoltato le sue registrazioni e aveva sentito il verso di una iena, deducendo quindi che deve esserci una iena mannara nel parco. Prima che possa finire la telefonata, però, la polizia fa irruzione nella casa di Williams e lo attacca. Anita corre alla riserva insieme a Richard ed Edward e scopre che Williams e due poliziotti sono morti, poi viene chiamata da Kaspar che la vuole a casa sua.
Quando i tre arrivano da Kaspar, vengono catturati da Titus, Aikensen e tre cacciatori. Anita scopre che un tempo Kaspar era un principe e cacciatore europeo, trasformato in cigno per maledizione. Rinchiudono Edward e Richard in una gabbia e Anita in un'altra insieme a Jason programmando che con la luna piena Jason si sarebbe trasformato e avrebbe sbranato Anita. In seguito avrebbero potuto ucciderlo.
Inizialmente Richard riesce a frenare Jason in quanto lupo mannaro alfa. A quel punto i cacciatori feriscono Anita, prevedendo che il sangue avrebbe fatto perdere il controllo a Jason. Appena si avvicinano, però, Anita si impossessa del fucile di uno di loro e gli spara. Nella confusione che segue, Edward e Richard uccidono il secondo cacciatore, poi usano il suo stesso fucile per ammazzare Titus e il terzo cacciatore. Anita pugnala Aikensen e i quattro riescono a scappare prima che arrivi la polizia.
Gli agenti prendono per buona la storia raccontata da Anita ed Edward, così come la falsa identità di Edward. Nell'epilogo, Anita spiega che sta continuando a uscire con Richard e con Jean-Claude e che ha scambiato i regali di Natale con entrambi. Raina e Gabriel continuano ad affermare di non avere idea che Alfred volesse uccidere la donna nel film ed Anita per il momento accetta la spiegazione. Qualche mese dopo, Edward spedisce ad Anita una pelle di cigno, spiegando che è stato pagato da Marcus per uccidere Kaspar.

## Pubblicazioni
| Anno | Casa Editrice | Versione  | Edizione        | Codice             |
| ---- | ------------- | --------- | --------------- | ------------------ |
| 2004 | Editrice Nord | Cartonata | Prima in Italia | ISBN 8850212232    |
| 2006 | TEA           | Economica | Sesta dal 2006  | ISBN 9788850212231 |